# Triangelgalaxen
Triangelgalaxen är en spiralgalax i stjärnbilden Triangeln. Den är den näst närmaste stora galaxen till Vintergatan och är den tredje största medlemmen av Lokala galaxhopen.
Den observerades av Charles Messier i augusti 1764, men upptäcktes troligen redan hundra år tidigare av Giovanni Battista Hodierna. Under mycket goda förhållanden kan triangelgalaxen ses med blotta ögat och anses vara det mest avlägsna himmelska objektet som kan ses utan optiska hjälpmedel.
I triangelgalaxen finns nebulosan NGC 604. Den har en diameter på närmare 1500 ljusår och är en av de största kända emissionsnebulosorna.
Triangelgalaxen närmar sig Vintergatan med en hastighet på 100 000 km/h.